# ستونبريدج رود
ستونبريدج رود (بالإنجليزية: Stonebridge Road)‏ هو ملعب كرة قدم في كنت بإنجلترا. اُفتُتح عام 1905 ، يتسع الملعب إلى 5,011 متفرج.